# Gorbănești
Gorbăneşti é uma comuna romena localizada no distrito de Botoşani, na região de Moldávia . A comuna possui uma área de 81.63 km² e sua população era de 3551 habitantes segundo o censo de 2007.